# Conus floccatus
Espèce
Statut de conservation UICN

 LC  : Préoccupation mineure
Conus floccatus est un mollusque gastéropode marin appartenant à la famille des Conidae.

## Répartition
Philippines et îles Marshall.

## Description
- Taille : de 35 à 86 mm.

## Philatélie
Ce coquillage figure sur une émission de la Nouvelle-Calédonie de 1981 (valeur faciale : 2 F).